# Kaitlyn Ashley
Kaitlyn Ashley (sinh ngày 29 tháng 6 năm 1971) là cựu nữ diễn viên phim khiêu dâm người Mỹ hoạt động từ năm 1993–1997.

## Sự nghiệp và đời tư
Ashley chào đời tại Fort Lauderdale, Florida. Ashley gia nhập ngành công nghiệp phim người lớn vào năm 1993; bà từ giã các bộ phim người lớn vào năm 1997. Bà góp mặt qua vai diễn chính mình trong một tập phim nhan đề Louis Theroux's Weird Weekends năm 1998.
Ashley đã kết hôn với nam diễn viên phim khiêu dâm Jay Ashley cho đến năm 1997 thì ly hôn.
Tác giả Jacob Held cho rằng Kaitlyn Ashley, cùng với Jill Kelly và Jenna Jameson được coi là một trong những ngôi sao phim người lớn mang tính biểu tượng nhất của thập niên 1990.

## Giải thưởng
- Giải thưởng AVN năm 1995 – Nữ diễn viên phụ xuất sắc nhất—Video[7] (Shame - Vivid)[4][8]
- Giải thưởng AVN năm 1996 – Nữ diễn viên của năm[4][9][10]
- Người được đề cử Đại sảnh Danh vọng AVN năm 2001[4][11]